# ليندا جاكسون
ليندا جاكسون (بالإنجليزية: Linda Jackson)‏ هي مصممة أزياء أسترالية، ولدت في 1950.